# Croton sylvaticus
Croton sylvaticus es una especie de árbol perteneciente a la familia Euphorbiaceae. Estos árboles se distribuyen desde la costa este de Sudáfrica hasta el África tropical.

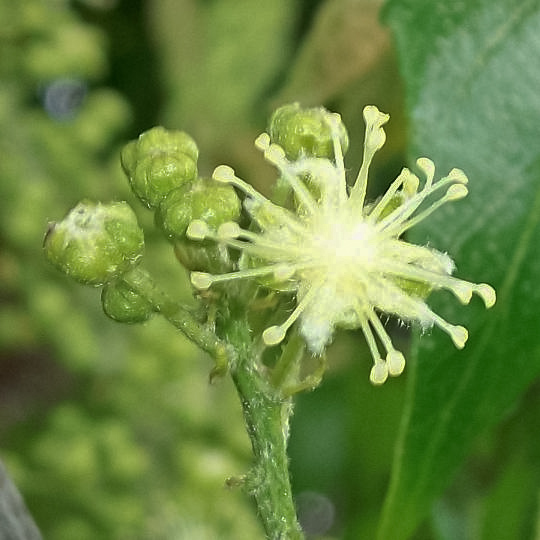
Inflorescencia

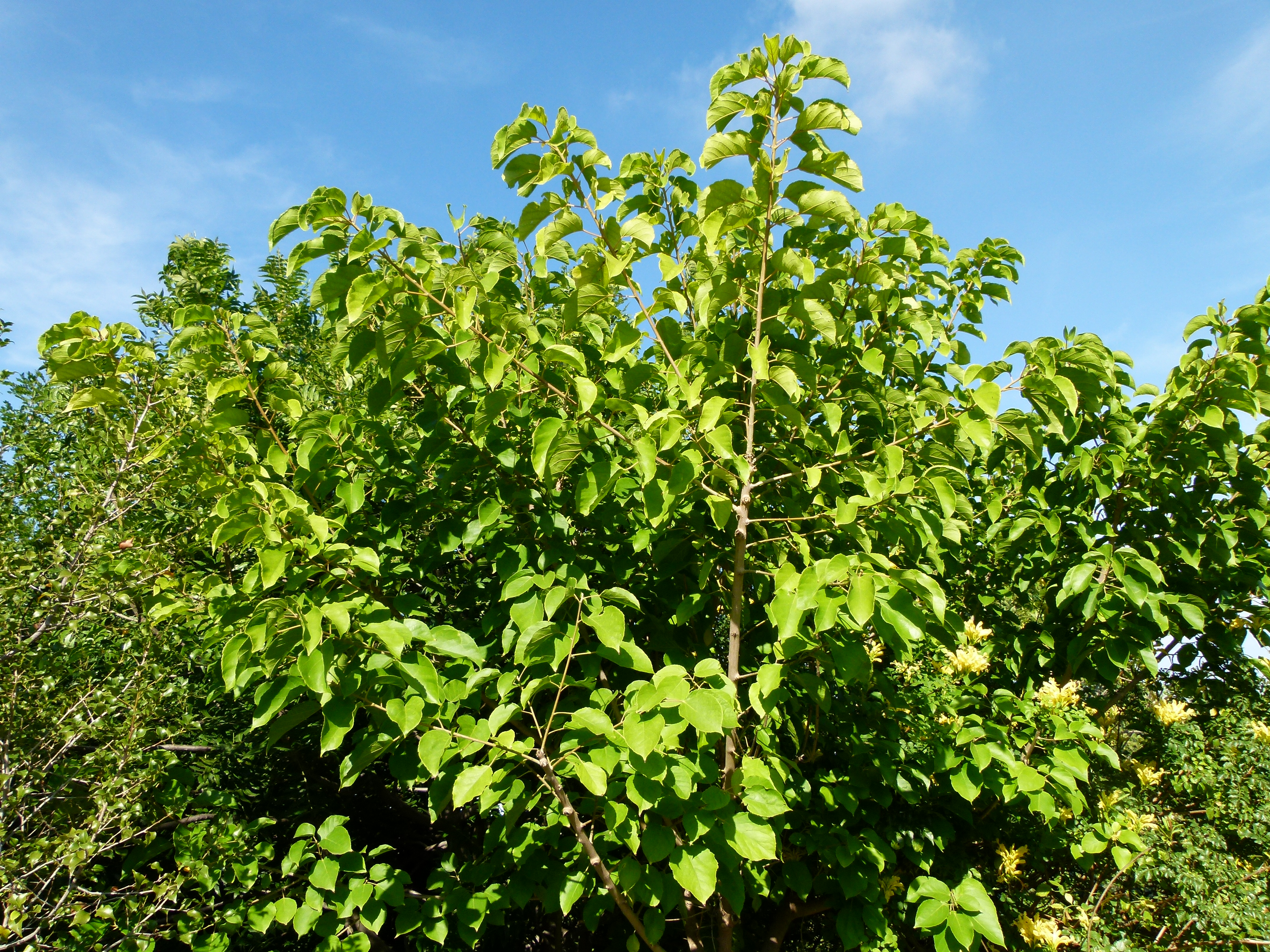
Vista de la planta

## Descripción
Es un arbusto o árbol monoico o dioico que alcanza un tamaño de 20 a 40 m de altura, con tronco limpio hasta los 12 m de altura, y 10-50-125 cm Ø.

## Ecología
Se encuentra en el bosque siempreverde mixto; como un pionero en los márgenes de los bosques, a menudo en las laderas rocosas, ríos del bosque en barrancos, en bosques con Combretum, Celtis-Aningeria altissima, en la sabana cubierta de hierba con rebrotes de Imperata y en el bosque de galería, desde los 50 hasta 1800 metros.

## Taxonomía
Croton sylvaticus fue descrita por Christian Ferdinand Friedrich Hochstetter y publicado en Flora 28: 82. 1845.
Etimología
Ver: Croton
sylvaticus: epíteto latino que significa "que crece en los bosques, salvaje".
Sinonimia
- Claoxylon sphaerocarpum Kuntze
- Croton asperifolius Pax
- Croton bukobensis Pax
- Croton oxypetalus Müll.Arg.
- Croton silvaticus Hochstetter ex Krauss-
- Croton stuhlmannii Pax
- Croton verdickii De Wild.
- Oxydectes oxypetala (Müll.Arg.) Kuntze
- Oxydectes sylvatica (Hochst.) Kuntze[4][5]